# 카라간다주

카라간다 주의 위치

카라간다주(카자흐어: Қарағанды облысы, 러시아어: Карагандинская область)는 카자흐스탄의 주이다. 주도는 카라간다이다.

주 문장

## 지리
카자흐스탄에서 가장 큰 주이다. 서쪽은 악퇴베주, 북서쪽은 코스타나이주, 북쪽은 아크몰라주, 북동쪽은 파블로다르주, 동쪽은 동카자흐스탄주, 남동쪽은 알마티주, 남쪽은 잠빌주와 투르키스탄주, 남서쪽은 키질로르다주에 접해 있다. 이심강(이르티시강의 지류)이 이 주에서 발원을 한다. 2022년에 아바이주, 울리타우주가 카라간다주에서 분리되어 신설되었다.

## 행정 구역
군:
1. 1 부하르지라우스키 군
2. 2 오사카롭스키 군
3. 3 카르카랄린스키 군
4. 4 자나르킨스키 군
5. 5 아바이스키 군
6. 6 셰츠키 군
7. 7 누린스키 군
8. 8 악토가이스키 군
9. 9 울리타우스키 군

11개의 도시: 아바이, 발하시, 제즈카즈간, 카라간다, 카라잘, 사란
중소 도시: 아가디리, 악잘, 악타스, 악타우, 악차타우, 아타수, 베르흐니예카이락티, 굴샤트, 다린스키, 돌린카, 자이렘, 잠빌, 제즈디, 이줌루드니, 카이락티, 카라바스, 카라가일리, 카르삭파이, 키옙카, 코니라트, 쿠쇼키, 키질자르, 모인티, 몰로됴즈니, 노보돌린스키, 오사카롭카, 사리샤간, 사야크, 세이풀린, 토카렙카, 토파르, 울리야놉스키, 샤한, 샤슈바이, 슈바르콜, 시기스코니라트, 유즈니.
273개의 마을

## 주민
인구는 128만7,000명이다. 러시아인 46.9%, 카자흐족 32.6%, 우크라이나인 7.2%, 독일인 3.1%으로 구성되어 있다. 제2차 세계 대전 이후에 많은 독일인들이 이곳으로 강제 이주당했다.

## 자매 결연
- 대한민국 울산광역시 (2010년)